# Épisodes de La Mante
Cet article présente la liste des épisodes de la série télévisée française La Mante.

## Épisodes

### Épisode 1
- France : 4 septembre 2017 sur TF1
- Suisse : 30 août 2017 sur RTS Un
- Belgique : 3 septembre 2017 sur La Deux

Un crime s'est déroulé dans une scierie. le Commissaire Ferracci et son équipe parviennent sur les lieux et découvrent un cadavre mutilé dans d'atroces conditions. L'homme a été émasculé, vidé de son sang et décapité, sa tête déposé à droite de son corps. Le commissaire effectue les premières constatations et confirme que ce crime, qui succède à deux meurtres récents et là aussi, très sanglants, évoque de façon similaire une série de meurtres effectué par « La Mante », une tueuse en série qui a sévi il y a 25 ans. Cette femme, jeune à l'époque, avait alors assassiné 8 hommes. Surnommé « La Mante », c'est Jeanne Carrot alias Jeanne Deber, qui est pourtant en prison depuis cette époque. Elle a été condamnée à perpétuité, une peine incompressible. Celle-ci avait tué ces huit personnes qu'elle considérait comme des criminels. La Justice l'a alors condamnée à perpétuité sans possibilité de bénéficier d'une remise de peine.
Alors qu'il vient de constater ce troisième meurtre, à priori, effectué par un admirateur de Jeanne Deber, le commissaire reçoit un courrier que celle-ci lui a adressé depuis sa prison. Celle-ci est prête à aider la police pour résoudre cette enquête et confondre ce copycat. Ferracci décide d'aller lui rendre visite en prison. On constate alors très vite que l'ancienne meurtrière en série subit un isolement totale et selon la gardienne, c'est la première dois en 25 ans qu'elle reçoit une visite. Face au policier, celle-ci lui propose un marché : si elle bénéficie d'un régime de détention moins stricte, tel que le maintien dans une résidence surveillée, elle conseillera alors la police mais à l'unique condition de s'adresser à son fils Damien et que celui-ci serve d'intermédiaire en recueillant ses indications en exclusivité.
Après avoir reçu l'aval du préfet, le commissaire Ferraci se rapproche de Damien Carrot qu'il connait bien puisque c'est en sa présence (il était enfant) que le commissaire était venu arrêter sa mère pour l'emmener en prison. En outre, Damien est devenu flic et il mène au même moment une opération d'infiltration dans une équipe de trafiquants de drogue pour le compte de son service, la brigade des stups. L'opération est arrêtée brutalement et Ferracci décide de l'engager au sein de la police judiciaire auprès de l'équipe chargée de l'enquête sur le copycat de Jeanne Deber. Pendant ce temps là, celle-ci est transféré dans un château isolé dans la campagne en compagnie d'un unique gardien afin de limiter les fuites. Pour la presse et l'opinion publique, tenue à l'écart (et même pour l'équipe de la PJ), la tueuse en série a fait une tentative de suicide et elle est maintenue dans le coma dans une unité de soins pour malades dangereux. Malgré son tourment, Damien donne son accord à Ferracci pour cette mission et son transfert à la PJ puis il retourne chez lui, une petite maison de banlieue, où il retrouve sa femme, Lucie, et la petite fille qu'elle a eu d'un précédent mariage.
Sa première rencontre dans la "résidence" de sa mère se déroule assez mal. Damien garde ses distances et la vouvoie. Le commissaire Ferracci qui l'accompagne remet à Jeanne les photos de la dernière scène de crime puis elle annonce :
«  Je vous ferais signe si je trouve quelque chose. »
Damien est visiblement furieux de cette réponse et pense que sa mère se moque de la police.
Rentré de nouveau chez lui, Damien informe Lucie qu'il est muté à la PJ en tant que chef de groupe mais sans lui donner les raisons de cette mutation. En lui-même, Damien est sujet à un profond doute : il se demande si, autrefois, sa mère n'a pas assassiné son père, disparu depuis plus de 25 ans. Ce même soir, Damien et Lucie reçoivent la visite du grand-père de Damien, Charles Carrot, également père de Jeanne, qui, lui, a compris que son petit-fils a revu sa mère et qu'il va s'occuper de l'enquête concernant le copycat. Damien lui explique alors le contexte, mais son grand-père qui évoque l'enfance perturbée de Damien n'approuve pas sa décision. Pendant ce temps là, la même nuit, plus loin, dans une autre maison de banlieue, un homme surveille une famille et déambule dans les couloirs de cette maison en observant les membres de celle-ci en train de dormir dans leur lit...
Le lendemain matin, à la PJ, le commissaire Ferrucci présente Damien Carrot à sa nouvelle équipe et explique à Szofia Kovacs, l'officière de police qui avait postulé pour ce poste de chef de groupe, qu'elle devra désormais accepter que cela soit Damien qui occupe ce poste. Apparemment, pas trop contrariée, Szofia organise un briefing et effectue à son nouveau chef un rapide résumé des trois meurtres de ce nouveau tueur en série inspiré par Jeanne Deber (A noter qu'à ce stade de l'enquête, les membres de la PJ ne connaissent pas les liens qui unissent Damien et Jeanne) . Si le mode opératoire reste exactement le même (injection d'un somnifère, puis massacre des victimes), le profil des fameuses victimes est très différents, sinon à l'opposé de la tueuse, il y a 25 ans.
Sur sa demande, Jeanne Deber se rend sur la scène du dernier crime, la scierie, accompagnée par le commissaire et Damien, toujours aussi distant vis-à-vis de sa mère. Celle-ci leur donne pourtant une indication précieuse : après avoir commis son forfait, le meurtrier a posé la tête de sa victime à droite de son corps exactement comme elle l'avait fait lors de son troisième meurtre, alors qu'à l'époque, la presse avait diffusé une photo au plan inversé et présentait la tête à gauche. Conclusion, l'assassin connait très bien le dossier, car cette information n'avait jamais été contredite et le procès s'était déroulé à huis clos, elle était restée confidentielle. Pendant de temps là, Lucie, l'épouse de Damien se rend à son travail et évoque ses joies et ses peine avec son mari à son amie Virginie.
Au contraire de ce qui est avancé dans cet épisode, la perpétuité incompressible ne peut être appliquée dans le cas de Jeanne Deder, car ses actes criminels ne sont pas liés à un crime terroriste, l'assassinat d'un policier à l'occasion de ses fonctions ou le meurtre d'un mineur de moins de quinze ans. Par conséquent, elle n'aurait pu subir qu'une période de sûreté maximum de 22 ans, mais cela impliquait de revoir le scénario en profondeur.

### Épisode 2
- France : 4 septembre 2017 sur TF1
- Suisse : 30 août 2017 sur RTS Un
- Belgique : 3 septembre 2017 sur La Deux

Après avoir réussi à cracker les mots de passe de l'ordinateur de Séverin, Szofia et Achille, les deux adjoints de Damien, ont réussi à retrouver les références de la famille qui semble subir les attaques de Séverin. Il s'agit des Dusquene et ils habitent dans une maison à Asnières. Parvenu à leur adresse, les policiers réussissent à délivrer cette famille et à mettre la main sur Baptiste Séverin. La femme et ses deux enfants sont sains et saufs. Par contre, il n'y a aucune trace du père de famille, Arnaud Duquesne qui a disparu. Baptiste Séverin l'a certainement enlevé et celui-ci doit être séquestré dans un lieu inconnu, mais le suspect ne veut rien dire et savoure avec plaisir de voir la police piétiner. De plus, celui-ci semble bien connaître la vie des policiers qui l'interrogent comme Szofia et Damien dont il connait la parenté avec la Mante.
Pendant ce temps là, Lucie évoque les problèmes de son mari à son amie Virginie qui semble toujours très intéressée.
Damien décide de confronter Baptiste Séverin à la Mante. Séverin se réveille le matin dans la résidence secrète de Jeanne où il a été transporté, à son insu, par la police. Il la rencontre et échange quelques mots avec elle, lui avouant son admiration. Au fil de leurs échanges, Séverin s'aperçoit que Jeanne veut le faire parler et lui faire avouer ou il a caché son frère. Celui-ci décide de ne plus répondre mais trop tard, il en a trop dit : d'une part, Jeanne a compris qu'il n'est pas son fameux copycat car il n'en a ni l'étoffe, ni les capacités... et d'autre part, une petite phrase échappée par Séverin permet de comprendre que son demi-frère n'est pas mort. Il avoue même que celui-ci est là « où tout a commencé » !
Damien, qui a écouté l'ensemble des échanges grâce à une caméra cachée, a compris que cette phrase mystérieuse évoque l'endroit ou Séverin est né et ou il a été abandonné par sa mère marie Dusquene... Il s'agit de l'hôpital Antoine Béclère à Clamart et l'équipe des policiers fonce jusqu'à l'établissement hospitalier pour essayer de retrouver Arnaud Duquesne. Après une fouille rapide, la police, aidée par les vigiles, finit par retrouver l'homme dans la laverie hospitalière alors que celui-ci allait périr noyé dans une lessiveuse professionnelle. Sauvé, in-extremis !
Le commissaire Ferracci retrouve ensuite le préfet dans son bureau pour son rapport. Il lui explique que Séverin n'est malheureusement pas le tueur en série recherché. Le préfet comprend que l'homme en sait trop et demande au policier de le garder au secret dans l'unité psychiatrique dans laquelle il a été enfermé. Ferracci explique également que la Mante a été très utile pour résoudre cette enquête parallèle et qu'elle peut être encore utile pour arrêter le copycat qui est donc encore libre. Le préfet accepte. Damien rencontre alors de nouveau sa mère dans sa résidence et lui demande si celle-ci a tué son père. Jeanne répond par la négative et demande à Damien s'il peut s'approcher, celui-ci accepte et laisse sa mère poser ses mains sur ses joues. Peu de temps après, troublé par cette entrevue, Damien téléphone à son grand-père et celui-ci confirme que son père est bien parti sans laisser d'adresse, abandonnant mère et enfant. Rentré chez lui Damien est de plus en plus désemparé et avoue à son épouse, Lucie, qu'il ne veut pas avoir d'enfant.
Ailleurs... Un homme regarde la télévision durant le journal qui évoque l'affaire Séverin et annonce au public que celui-ci n'est pas le tueur en série recherché. Peu de temps après, il fait nuit, une ombre (sans qu'on puisse savoir qu'il s'agit du même homme) s'approche d'une grande maison entourée par un jardin. Elle sonne à la porte de la propriété, obligeant son résident, un homme d'une cinquantaine d'années qui semble vivre seul à sortir en pleine nuit, par une pluie battante. L'ombre en profite pour s'introduire chez lui et le neutralise grâce à une seringue hypodermique. Puis le quinquagénaire se réveille dans son garage, assis dans sa voiture qu'un homme a rempli d'eau avec un tuyau d'arrosage fixé au niveau du toit ouvrant et meurt noyé. Cela ressemble exactement au quatrième crime de Jeanne, la Mante.

### Épisode 3
- France : 11 septembre 2017 sur TF1
- Suisse : 6 septembre 2017 sur RTS Un
- Belgique : 10 septembre 2017 sur La Deux

Jeanne, toujours sous surveillance, pose des miettes dans la gaine d'aération depuis une trappe installée dans sa salle de bain (donc hors de la vidéo surveillance) de sa résidence afin d'attirer des insectes.
Pendant ce temps là, Damien est appelé pour constater le nouveau meurtre commis par le copycat : la victime se dénomme Luc Hébrard, veuf, retrouvé noyé dans sa voiture... sauf qu'il ne s'agit pas de sa voiture mais celle d'un certain Christophe Coulier qui a disparu. Des caméras de vidéosurveillance permettent d'indiquer aux policiers comment le tueur s'y est pris pour pénétrer dans la maison et neutraliser Hebrard.
Alerté par la télévision de ce nouveau crime, Charles, le grand père veut laisser un message à Damien pour lui déclarer que sa mère est derrière tout cela mais c'est Lucie qui intercepte le message, Damien arrive pour récupérer son téléphone qu'il avait oublié et refuse de répondre aux questions de son épouse qui évoque cet incident à son amie Virginie. Celle-ci lui conseille de faire des recherches sur la mère de Damien en lui proposant d'aller jusqu'au cimetière du village de Miserey, lieu de résidence de la famille de Damien, il y a 25 ans pour savoir si elle y est bien enterrée. Lucie accepte car après une rapide recherche sur le crash de l'avion qui aurait, selon son fils, entraîné la mort de Jeanne, elle ne trouve rien qui confirmerait cette mort.
Damien et son équipe sont à la recherche de Christophe Coulier, le mystérieux propriétaire de la voiture où a été retrouvé Hébrard et grâce à son portable qui borne encore, ils finissent par le retrouver au fond d'un puits, mort depuis plusieurs mois, son portable déposé très récemment à côté de lui. L'assassin voulait manifestement qu'on retrouve le corps et qu'on sache que c'était lui qui l'avait déposé. Il ne peut s'agir que du fameux copycat. Cela indique également que Jeanne a tué neuf personnes et non huit. Lors d'une nouvelle visite à sa mère, Damien apprend que si elle a tué son père c'était pour le protéger d'un homme violent, alcoolique et dangereux et qui menaçait de jeter son fils par la fenêtre d'un étage de leur maison de Miserey. Le soir même Damien se déplace jusque dans la maison de son enfance et découvre un squelette au fond d'un puits, son père très probablement. Cependant le corps n'a pas été posé là par Jeanne et, le lendemain il part retrouver son grand-père Charles qui lui avoue avoir aidé sa fille à cacher le corps de cet homme afin qu'elle ne soit pas arrêtée. Il ne pouvait pas deviner que sa fille allait, ensuite, devenir une tueuse en série. Dans le même temps Szofia que Coulier la dernière victime (qui en fait est donc la première) du copycat était un informaticien chargé de gérer le dossier de Jeanne Deber. Il avait donc connaissance du dossier.
Lucie et Virgine se rendent dans le village de Miserey et découvrent la tombe de Jeanne Carrot avec l'indication 1961-1991, celle-ci est donc bien morte mais Lucie ne semble pas entièrement convaincue. Elles se rendent ensuite chez Sébastien Crozet, un homme qui, selon le gardien des lieux continue à fleurir et entretenir la tombe de Jeanne. Elles rencontrent l'homme et son fils Alexandre, alors qu'elle sont en train de visiter la demeure ou vivait Damien, petit, avec ses parents, avant que sa mère ne soit arrêter après ces crimes.
Justement, à la PJ, Damien s'intéressent à Sébastien et Alex Crozet qui ne tant que voisins de sa mère, à l'époque des crimes peuvent avoir tout compris et posséder tous les éléments pour imiter les crimes de la Mante. Lucie et Virginie rentrent de Miserey mais sur le chemin du retour, Lucie s'aperçoit que ses deux pneus sont crevés mais sont immédiatement secourus par Alex qui roulait non loin derrière eux. ESt ce vraiment une coïncidence, alors que Virgine semble être tombée sous le charme d'Alex ? Alors que Damien, visitant le blog d'Alex Crozet, auteur de BD, effectue de curieux dessins qui rappellent étrangement la scène de crime de la villa d'Hébrard, il a la surprise de se rendre que celui-ci ramène son épouse accompagné de Virginie juste devant sa porte. Il l'invite l'homme qu'il a connu enfant, à boire un verre chez lui. Il en profite pour appeler Ferracci pour qu'il entame une filature d'Alex dès que celui-ci aura quitté la maison du couple.
Alex part ensuite avec Virginie pour l'accompagner chez elle. Pendant que cette dernière réussit à séduire Alex dans sa voiture, Damien en profite pour fouiller l'appartement du dessinateur ce qui confirment ses doutes : le dernier crime a été dessinée par Alex avant que celui-ci se produise ! Il découvre également que le fils Crozet a également piraté sa vidéo surveillance et l'observait depuis chez lui. Dès lors, il attend qu'Alex revienne chez lui pour l'interpeler.

### Épisode 4
- France : 11 septembre 2017 sur TF1
- Suisse : 6 septembre 2017 sur RTS Un
- Belgique : 10 septembre 2017 sur La Deux

### Épisode 5
- France : 18 septembre 2017 sur TF1
- Suisse : 13 septembre 2017 sur RTS Un
- Belgique : 17 septembre 2017 sur La Deux

### Épisode 6
- France : 18 septembre 2017 sur TF1
- Suisse : 13 septembre 2017 sur RTS Un
- Belgique : 17 septembre 2017 sur La Deux